# Paddy Chambers
Patrick John (Paddy) Chambers (Liverpool, 30 april 1944 - 18 september 2000) was een Engels zanger, gitarist en songwriter die zijn hoogtepunt kende tijdens de merseybeat-periode van de jaren zestig. Hij speelde in verschillende formaties en begeleidde in zijn Victoriana-tijd onder meer Joe Cocker en Jimi Hendrix.

## Biografie
Met een leeftijd van 16 jaar begon hij in 1961 op te treden. Hij speelde de eerste jaren voor verschillende merseybeatformaties in Londen, en op Amerikaanse bases in Frankrijk waar hij ook jazz speelde.
Vervolgens speelde hij in Faron's Flamingoes. Dit was een van de meest prominente merseybeatformaties tijdens het hoogtepunt van de Liverpool Boom in 1963. De band bracht twee singles voort, Shake sherry en See if she cares. Ze werden uitgebracht door het onbekende platenlabel Oriol en flopten beide kansloos. Het nummer Give me time op de B-kant van de eerste single werd in 2004 nog eens gecoverd door de Franse zangeres Fabienne Delsol.
Korte tijd speelde Chambers hierna bij de Big Three en bij de Dominoes, tot hij vervolgens samen met Gibson Kemp (drummer van de Dominoes) en Lewis Collins (later bekend als acteur in de televisieserie The Professionals) in Hamburg de protojazz-rockband Eyes opzette, met als vaste locatie de club Maggie May. Toen Collins de band verliet en Klaus Voormann aansloot, gingen ze verder als Paddy, Klaus And Gibson. De band werd enthousiast ontvangen door muziekmanager Tony Stratton-Smith in Londen die hen ook contracteerde. Op advies van The Beatles werd het contract in 1965 afgekocht door Beatles-manager Brian Epstein, wat in feite het einde inluidde omdat de band sindsdien verstoken bleef van werk. De band werd uiteindelijk ontbonden in mei 1966.
Vervolgens sloot Chambers zich aan bij The Escorts. In dat jaar produceerde Paul McCartney hun single Head to toe, met op de B-kant het nummer Night time dat door Chambers werd geschreven. Dit nummer werd een jaar later ook door de Nederlandse band The Cats uitgebracht op hun eerste elpee Cats as cats can. Een ander nummer van Chambers, Girl, werd in 2010 gecoverd door de Welshe zangeres Duffy die het op haar cd Endlessly uitbracht.
Hierna vormde Chambers met Beryl Marsden en ex-leden van Fix de band Sinbad. Marsden was een van de belangrijkste zangeressen uit de Liverpool-scene van die tijd. De club Victoriana werd de vaste residentie voor de band, waardoor ze ook de begeleiding verzorgden voor een aantal wereldberoemde artiesten die in de club optraden, zoals Joe Cocker, Jimi Hendrix, The Crickets en Mary Wells.
In de jaren tachtig gaf Chambers leiding aan de club Wooky Hollow en werd hij manager van verschillende lokale bands.
Hij overleed op 18 september 2000 na een lange strijd tegen kanker op een leeftijd van 56 jaar. Hij liet zijn vrouw, dochter en kleinzoon achter.